# Ginástica artística nos Jogos Olímpicos de Verão de 2008 - Equipes masculinas
A final das equipes masculinas da ginástica artística nos Jogos Olímpicos de Verão de 2008 foi realizada no Estádio Nacional Indoor de Pequim em 12 de agosto.

## Medalhistas
|  | CHN China                                                  |  | JPN Japão                                                                                   |  | USA Estados Unidos                                                                   |
|  | Chen Yibing Huang Xu Li Xiaopeng Xiao Qin Yang Wei Zou Kai |  | Takehiro Kashima Takuya Nakase Makoto Okiguchi Koki Sakamoto Hiroyuki Tomita Kohei Uchimura |  | Alexander Artemev Raj Bhavsar Joey Hagerty Jonathan Horton Justin Spring Kai Wen Tan |

## Qualificatória
| Pos. | País               | Total   |
| ---- | ------------------ | ------- |
| 1    | CHN China          | 374,675 |
| 2    | JPN Japão          | 369,550 |
| 3    | RUS Rússia         | 366,225 |
| 4    | KOR Coreia do Sul  | 365,675 |
| 5    | GER Alemanha       | 365,675 |
| 6    | USA Estados Unidos | 365,200 |
| 7    | FRA França         | 361,200 |
| 8    | ROU Romênia        | 359,350 |

## Final
| Pos.              | Equipe                   |        |        |        |        |        |        | Total   |
| ----------------- | ------------------------ | ------ | ------ | ------ | ------ | ------ | ------ | ------- |
| Medalha de ouro   | CHN China                | 45,925 | 46,025 | 48,875 | 49,325 | 49,025 | 46,950 | 286,125 |
|                   | Chen Yibing              | 14,575 |        | 16,575 | 15,950 |        |        | 47,100  |
|                   | Huang Xu                 |        | 14,750 | 16,000 |        | 16,475 |        | 47,225  |
|                   | Li Xiaopeng              |        |        |        | 16,775 | 16,450 | 15,725 | 48,950  |
|                   | Xiao Qin                 |        | 16,100 |        |        |        | 15,250 | 31,350  |
|                   | Yang Wei                 | 15,425 | 15,175 | 16,300 | 16,600 | 16,100 |        | 79,600  |
|                   | Zou Kai                  | 15,925 |        |        |        |        | 15,975 | 31,900  |
| Medalha de prata  | JPN Japão                | 45,975 | 45,575 | 46,900 | 46,750 | 47,075 | 46,600 | 278,875 |
|                   | Takehiro Kashima         |        | 15,575 |        | 15,200 |        |        | 30,775  |
|                   | Takuya Nakase            | 15,000 |        | 15,425 |        |        | 15,525 | 45,950  |
|                   | Makoto Okiguchi          | 15,275 |        |        |        |        |        | 15,275  |
|                   | Koki Sakamoto            |        | 14,850 | 15,525 | 15,400 | 15,000 |        | 60,775  |
|                   | Hiroyuki Tomita          |        | 15,150 | 15,950 |        | 16,150 | 15,625 | 62,875  |
|                   | Kohei Uchimura           | 15,700 |        |        | 16,125 | 15,925 | 15,450 | 63,225  |
| Medalha de bronze | USA Estados Unidos       | 45,400 | 41,875 | 46,375 | 48,225 | 47,050 | 46,925 | 275,850 |
|                   | Alexander Artemev        |        | 15,350 |        |        |        |        | 15,350  |
|                   | Raj Bhavsar              |        | 13,750 | 15,325 | 16,125 | 15,575 |        | 60,775  |
|                   | Joey Hagerty             | 14,325 |        |        |        |        | 15,550 | 30,175  |
|                   | Jonathan Horton          | 15,575 |        | 15,625 | 16,200 | 15,625 | 15,700 | 78,725  |
|                   | Justin Spring            | 15,200 |        |        | 15,900 | 15,850 | 15,675 | 62,625  |
|                   | Kai Wen Tan              |        | 12,775 | 15,425 |        |        |        | 28,200  |
| 4                 | GER Alemanha             | 46,225 | 44,625 | 45,650 | 47,000 | 45,425 | 45,650 | 274,600 |
|                   | Thomas Andergassen       |        | 15,075 | 15,550 |        |        |        | 30,625  |
|                   | Philipp Boy              |        | 14,675 |        | 14,950 |        | 15,725 | 45,350  |
|                   | Fabian Hambüchen         | 15,875 |        | 15,175 | 16,175 | 15,950 | 15,100 | 78,275  |
|                   | Robert Juckel            |        | 14,900 | 14,925 |        |        | 14,825 | 44,650  |
|                   | Marcel Nguyen            | 15,475 |        |        | 15,875 | 14,400 |        | 45,750  |
|                   | Evgenij Spiridonov       | 14,875 |        |        |        | 15,075 |        | 29,950  |
| 5                 | KOR Coreia do Sul        | 46,350 | 43,050 | 45,500 | 47,225 | 47,225 | 45,025 | 274,375 |
|                   | Kim Dae-Eun              | 15,625 |        | 15,275 | 15,950 | 15,925 | 14,400 | 77,175  |
|                   | Kim Ji-Hoon              | 15,625 |        | 15,275 | 15,950 | 15,925 | 14,400 | 77,175  |
|                   | Kim Seung-Il             |        |        |        |        |        |        |         |
|                   | Kim Soo-Myun             | 15,825 | 14,675 |        | 15,925 |        | 15,175 | 61,600  |
|                   | Yang Tae-Young           | 14,900 | 13,525 | 14,750 | 15,350 | 15,450 |        | 73,975  |
|                   | Yoo Won-Chul             |        |        | 15,475 |        | 15,850 |        | 31,325  |
| 6                 | RUS Rússia               | 46,050 | 42,875 | 45,950 | 48,150 | 47,300 | 43,975 | 274,300 |
|                   | Maxim Deviatovski        | 15,175 | 13,575 | 15,450 | 15,525 |        | 14,325 | 74,050  |
|                   | Anton Golotsutskov       | 15,650 |        |        | 16,575 |        |        | 32,225  |
|                   | Sergei Khorokhordin      | 15,225 | 13,825 |        |        | 15,675 | 14,575 | 59,300  |
|                   | Nikolai Kryukov          |        | 15,475 |        | 16,050 | 16,150 |        | 47,675  |
|                   | Konstantin Pluzhnikov    |        |        | 15,250 |        |        |        | 15,250  |
|                   | Yuri Ryazanov            |        |        | 15,250 |        | 15,475 | 15,075 | 45,800  |
| 7                 | ROU Romênia              | 46,250 | 43,525 | 46,375 | 49,300 | 45,225 | 43,500 | 43,500  |
|                   | Adrian Bucur             |        |        | 15,125 |        |        |        | 15,125  |
|                   | Marian Drăgulescu        | 15,650 |        |        | 16,550 |        | 14,425 | 46,625  |
|                   | Flavius Koczi            | 15,075 | 15,175 |        | 16,525 | 15,050 | 14,325 | 76,150  |
|                   | Daniel Popescu           |        | 13,700 |        | 16,225 |        |        | 29,925  |
|                   | Răzvan Selariu           | 15,525 | 14,650 | 15,325 |        | 14,850 | 14,750 | 75,100  |
|                   | George Robert Stănescu   |        |        | 15,925 |        | 15,325 |        | 31,250  |
| 8                 | FRA França               | 44,625 | 42,925 | 45,300 | 48,400 | 46,575 | 45,050 | 272,875 |
|                   | Thomas Bouhail           | 15,300 | 14,375 |        | 16,475 |        |        | 46,150  |
|                   | Benoît Caranobe          | 45,425 |        | 15,225 | 15,950 |        |        | 45,600  |
|                   | Yann Cucherat            |        |        |        |        | 16,050 | 14,250 | 30,300  |
|                   | Dimitri Karbanenko       | 14,900 |        |        | 15,975 | 15,375 | 15,350 | 61,600  |
|                   | Danny Pinheiro Rodrigues |        | 13,750 | 16,100 |        |        |        | 29,850  |
|                   | Hamilton Sabot           |        | 14,800 | 13,975 |        | 15,150 | 15,450 | 59,375  |